# Grad Corigliano Calabro
Grad Corigliano Calabro (italijansko Castello di Corigliano Calabro) je trdnjava iz 11. stoletja v mestu Corigliano Calabro, delu občine Corigliano-Rossano v italijanski deželi Kalabrija. Opisan je bil kot »eden najlepših in najbolje ohranjenih gradov v južni Italiji«.
Grad je od leta 1927 državni spomenik in je postal zgodovinsko-umetnostno-kulturni muzej. Zgornje nadstropje gradu je namenjeno slikarskim in fotografskim razstavam, konferencam in drugim dogodkom.

## Zgodovina

### Izvor
Nastanek gradu Corigliano Calabro je povezan z likom Roberta Guiscarda (Roberto d’Altavilla), normanskega kondotjerja velikanskega videza. Po mnenju njegovega biografa Gaufredusa Malaterra je bil on tisti, ki je leta 1073 ukazal zgraditi trdnjavo blizu Rossana kot del gradnje obrambne črte v dolini Crat med letoma 1064 in 1080. Rossano je bil takrat močno prežet z religioznostjo in bizantinsko kulturo in epizode upora proti novim osvajalcem so bile pogoste. Sosednji Corigliano, ki je bil le majhno naselje na hribu imenovanem »Del Serratore«, bi lahko bil prizadet in Robert Guiskard tega tveganja ni želel sprejeti. Od tod tudi odločitev za gradnjo gradu, ki je po normanski tradiciji imel namen manj zaščititi ozemlje pred zunanjimi nevarnostmi, bolj pa dati skupnosti občutiti težo gospodove moči.
Prvi gospodar gradu Corigliano Calabro je bil vazal Roberta Guiskarda, Framundo, ki je prišel iz L'Oudona v Franciji, nato pa sta ga nasledila njegov brat Rinaldo in kasneje njegov nečak Guglielmo.
Posadko gradu Corigliano Calabro, skupaj s tisto v Castello di San Mauro, ki je bila zgrajena na samostanih, je cesar Friderik II. Hohenstaufen podelil nadškofu Cicalu v Fideikommissu.

### Sanseverini
Leta 1192, po stoletju gradnje trdnjave, je kralj Tancred iz Lecceja podelil Corigliano Calabro in vsa njegova ozemlja v fevd Ruggeru Sanseverinu iz Bisignana. Sanseverini, ki bodo postali ena najbogatejših in najmočnejših družin v Neapeljskem kraljestvu, so obdržali oblast nad Coriglianom Calabrom do leta 1616.
Roberto Sanseverino, grof Corigliano, je bil tisti, ki je med letoma 1339 in 1361 začel s posegi, ki so začeli korenito spreminjati podobo gradu, omehčali preprosto, vojaško podobo in grad naredili delno primernega za gostovanje družinskih članov med njihovim bivanjem v Coriglianu. Iz tega obdobja je predelava notranjosti južnega trakta stavbe v več pomembnih in udobnih spalnic. Geronimo Savseverino, ki se je rodil okoli leta 1447, je leta 1472 postal Conte di Corigliano. Bil je ambivalentna osebnost šibkega značaja, na katerega je vplival Antonello Sanseverino, princ Salerna, njegov sorodnik, in je sodeloval v tako imenovani zaroti baronov, ki se je začela leta 1485 proti Ferdinandu I. Aragonskemu.
Upor ni uspel in dve leti kasneje, julija 1487, je bil Geronimo Sanseverino skupaj z drugimi baroni z juga aretiran zaradi izdaje in zaprt v zaporih v Castelnuovu, kjer je umrl. Njegovi ženi Giovanni Gaetani se je uspelo rešiti le s pustolovskim pobegom v izgnanstvo v Francijo. Geronimu Sanseverinu so zaplenili tudi vse svoje imetje, vključno z gradom Corigliano Calabro, ki je bil zaupan poveljniku Castroville, Sansonettu Musitanu.
Po teh resnih dogodkih je bil kralj Aragonske krone še bolj prepričan, da je treba okrepiti obrambni sistem kraljestva, kar se je že izvajalo, s posebno pozornostjo na trdnjavah, stolpih in gradovih. Ferdinandov sin Alfonso, kalabrijski vojvoda in kasneje neapeljski kralj, je opravil inšpekcijski ogled Kalabrije od 2. januarja do 22. aprila 1489 v spremstvu arhitekta Antonia Marchesija da Settignana, učenca Francesca di Giorgia Martinija, največjega vojaškega arhitekta svojega časa. Velika kraljeva družba se je v Corigliano Calabru zadrževala od 20. do 22. marca in ob tej priložnosti so se odločili za obnovo in popravila, ki so dala gradu Corigliano Calabro značilen, »aragonski« značaj: mogočna utrdba je bila z gradom povezana z dvižnim mostom, jarkom, na katerega so se naslanjala pobočja stolpov, od katerih so bili trije manjši in vdelani v kvadratno strukturo. razširjeno in poglobljeno; okrepljen je bil tudi glavni dvižni most, zaščiten z revelinom, majhno zgradbo, potrebno za obrambo mostu. Delo je bilo končano leta 1490.
Po zmagoviti osvojitvi Neapeljskega kraljestva s strani francoskega kralja Karla VIII., so bili Sanseverini 1. maja 1495 vrnjeni na svoje posesti, ki so bile odvzete Ferdinandu Aragonskemu po znameniti zaroti baronov (grofija in grad Corigliano Calabro). Bil je Bernardino Sanseverino, Geronimov prvorojeni sin, ki je bil deležen kraljevega ukaza o vračilu blaga. V začetku 16. stoletja se je za Corigliano Calabro začelo obdobje nenehne rasti prebivalstva.
Pietro Antonio Sanseverino se je v zgodovino zapisal zaradi svoje izjemne ekstravagance. Po zaslugi njega in njegove žene Elene Kastrioti, pranečakinje albanskega junaka Georga Kastriotija »Skenderbega«, je bil cesar Karel V. Habsburški sprejet v Castello di San Mauro ob vrnitvi iz tuniške akcije od 9. do 12. novembra 1535.
Leta 1538 je strašni pirat Barbarossa napadel Corigliano kot del enega od svojih pohodov v Kalabrijo v iskanju sužnjev in bogastva. Prebivalci Corigliana so bili po brezplodnem odporu tik pred tem, da bi obupali, ko je Pietro Antonio Sanseverino, 16. grof Corigliana, izdal informacijo, da je eden od njegovih služabnikov sanjal svetega Frančiška Paolskega, ki je napovedal zanesljivo zmago proti tujim zavojevalcem. Prepričani s to napovedjo so se meščani zbrali v gradu okoli vrat mestnega obzidja in po izčrpavajočem odporu uspeli premagati korzarje, ki jih je vodil Barbarossa.
Okoli leta 1540, po delnem rušenju in delni predelavi delne nadgradnje, ki jo je zgradil njegov prednik Roberto Sanseverino, je Pietro Antonio Sanseverino na pobudo svoje druge žene Elene Kastrioti dal zgraditi večje in bolj razkošne prostore. Po njegovi smrti leta 1559 je Pietro Antonio Sanseverino zapustil dediščino, ki je bila obremenjena z dolgovi. Nicola Bernardino Sanseverino, ki ga je nasledil, ni mogel narediti reda v financah. Še naprej je brez vsakršne skromnosti zapravljal in družinsko bogastvo na vso moč zapravljal vse do svoje smrti v Neaplju leta 1606.

### Saluzzovi
Leta 1616 so fevd Corigliano in San Mauro, največje iz hiše Sanseverino, ki ga je kraljeva družina že zaplenila zaradi neporavnanih dolgov, dali v prodajo, da bi poplačali vsaj del enormnih dolgov.
Kupca sta bila baron Agostino in Giovan Filippo Saluzzo, sinova bogatega trgovca Giacoma Saluzza iz Genove, ki sta plačala vsak za svojo polovico skupno vsoto 315.000 dukatov. Nakup je izvedel prvi mož, Vincenzo Capece, da bi se izognil Vallimento, davku, ki so ga morali tujci, ki so postali lastniki fevda v Neapeljskem kraljestvu, plačati kraljevemu dvoru.
Novi fevdalci niso mogli ustaviti propadanja in postopnega siromašenja območja. Močvirnate površine na nižinah so se povečale, malarija je še naprej divjala, medtem ko je pretirano davčno izkoriščanje Špancev povzročilo nezadovoljstvo in socialne nemire.
Leta 1647 se je prebivalstvo Corigliana z orožjem zbralo okoli gradu, utrujeno od fevdalne moči Saluzzov, ki so postali še posebej težavni in pohlepni. Bilo je 18. julija, le dan po začetku upora proti Špancem, ki je izbruhnil v Cosenzi, in deset dni po izbruhu revolucije v Neaplju, ki jo je vodil Masaniello. Razlog je bila zavrnitev mestnega guvernerja, da bi uporabil viceregalni odlok o odpravi davka na moko. Župan mesta Corigliano Alessandro Mezzotero je vodil upor, ob strani pa so stali lokalni plemiči, ki so upali, da se bodo znebili fevdalca, ki je postal predrag. Protest je bil uspešen in deželni glavar je tri dni kasneje podpisal statut, s katerim je med drugim priznal protipravno prisvajanje javnih in zasebnih dobrin s strani fevdalca ter zagotovil svobodo trgovanja in gospodarske pobude. Toda Agostino II. Saluzzo, ki je bil zaprt v Coriglianu, ni hotel podpisati sporazuma. Nov val nemirov je nato spremenil značaj upora, tako da je ljudska frakcija pod vodstvom Pompea Perroneja prevzela nadzor nad mestom. Saluzzo se je zabarikadiral v gradu in se uspel več mesecev upirati, tudi ko so ga napadle in dolgo časa oblegale uporniške republikanske čete pod vodstvom Marcella Tosarda.
Po teh dogodkih je španski kralj Filip IV. Agostinu II. in njegovim naslednikom podelil knežji naslov nad ozemljem Corigliano, navdušen nad zvestobo, ki jo je izkazal španski stvari.
Prav Saluzzi so bili tisti, ki so mogočnemu gradu popolnoma spremenili in izboljšali videz, tako da je kmalu postal njihov dom. Od njih segajo dela pri gradnji osmerokotne stolpiče, ki se bohoti nad utrdbo, pa tudi preureditev notranjega dvorišča z namestitvijo dveh stopniščnih klančin, preureditev in okrasitev številnih notranjih prostorov ter dozidava širokega balkona na fasadi, ki je bila dodana zrcalnemu salonu. S tega balkona se po dveh železnih stopnicah povzpnete na teraso, ki se nahaja na strehi opremljenega in funkcionalnega hlevskega objekta.
Agostino II. je zaslužen tudi za gradnjo kapele, posvečene svetemu Avguštinu, obogatene z dragocenim pohištvom in umetninami in namenjene obredom, kot jo je zapustil v svoji oporoki.
V 18. stoletju se je gospodarski položaj na tem območju izboljšal. Saluzzovi so opravili obsežna rekultivacijska dela, odločilno vlagali v razvoj velikega posestva, pospešili trgovino z žitom in oljem ter se osredotočili na proizvodnjo testenin in sladkega korena.
Dogodki leta 1799 in njihove posledice, povezane s francosko prevlado v Neapeljskem kraljestvu, so močno vplivali tudi na Corigliana. Zakonca Saluzzo so zaprli.
Aprila 1799 je kardinal Fabrizio Ruffo, na čelu vojske Sanfedi, ki je bila zadolžena za vrnitev Ferdinanda IV. Burbonskega na prestol, prispel v Corigliano in v gradu postavil svoj štab. Tam so zaprli številne privržence, po kolektivnem sojenju pa sta bila na trgu orožja ustreljena Pietro Malena in Vincenzo Marrazzo iz Rossane.
1. avgusta 1806 je Corigliano priskrbel pomoč in hrano umikajočim se četam francoskega generala Reynerja, zato je bil napaden in brutalno oropan. Tri leta kasneje je bilo območje pacificirano pod francoskim nadzorom in njihova garnizija je bila stalno nastanjena v gradu. Takrat je eden od francoskih častnikov zapisal: »(...) Grad ima kvadraten tloris, obdan z mogočnimi stolpi in obdan s širokim jarkom, vklesanim v skalo. Do tja pridete po dvižnem mostu, ki grad spremeni v majhno citadelo. Oficirji in možje so tam našli udobno bivališče. Naše spalnice se nahajajo pod veličastno teraso, s katere lahko uživate v enem najlepših panoramskih razgledov, ki jih Italija ponuja (...)«.
Za Saluzzo je bila odprava fevdalnega sistema s strani Francozov coup de grace v primerjavi z gospodarsko situacijo, ki je ob koncu 18. stoletja postajala vse resnejša.

### Compagni
Leta 1822 so bili Saluzzi prisiljeni odreči vse svoje posesti Don Giuseppeju Compagni (1780–1834), ki je bil rojen v Coriglianu, a je izhajal iz Longobuccov, baronov Cocoruzza in Rocca d'Evandra. Kot brezvesten in spreten poslovnež je Compagna uspel ponovno združiti velika zemljiška posestva, ki so bila razdrobljena z zakoni proti fevdu v letih 1806–1808.
Compagna je dokončal nakup gradu leta 1828 in njegov sin Luigi (1828–1880) je tam opravil končne, dokončne spremembe, ko je tam ustanovil svojo rezidenco.
Z delom velikega trga je dal dokončati tri strani stavbe, vključiti cerkev svetega Avguština, ki je bila prej ločena od gradu, in dodati drugo stanovanjsko nadstropje. Te razširitve so prinesle tudi širok, resen hodnik pred salonom ogledal. Severno stran jarka je dobila občina, ki jo je poravnala in dala na njenem mestu zgraditi cesto, današnjo Via Tricarico. Porušili so tudi velik hlev in na drugi strani jarka zgradili majhno podeželsko hišo z imenom Villa Compagna, bogato z redkimi rožami ter eksotičnimi rastlinami in živalmi. Zgornje nadstropje revelina je bilo prezidano in tam je bila postavljena uprava hiše Compagna.
Končno je Luigi Compagna, pomemben poslovnež in politik prvega reda, poklical pomembne umetnike tistega časa, da gradu dajo dokončni sijaj: Domenica Morellija, Ignazia Perriccija in Girolama Varnija.
Od leta 1866 do 1872 je Varni izdelal freske na kupoli kapele svetega Avguština in freske v različnih nadstropjih utrdbe. Nekatere Varnijeve dekoracije, med katerimi so nekatere izgubljene (npr. v Venerini dvorani, Apolonovi dvorani, Jedilnici in Grbovni dvorani), izstopajo po svoji tematski kompleksnosti in veliki umetniški vrednosti. Freska v kapeli svetega Avguština prikazuje poveličanega Kristusa, obkroženega s svetniki in svetnicami, patriarhi in učitelji grške in rimske cerkve.[2] Freske v stolpu odsevajo ambicijo prikazati nacionalistično zgovornost po združitvi Italije z izborom literarnih in mitoloških tem. Freske obzidja v vrtu ob jarku so ostale delno vidne.
Med letoma 1869 in 1872 je isti Luigi Compagna naročil Domenicu Morelliju, najslavnejšemu neapeljskemu slikarju 19. stoletja, da naslika Madono rož, obkrožena s svetim Avguštinom in svetim Antonom Opatom po ceni 23.000 lir.
Leta 1872 je Ignazio Perricci iz Monopolija okrasil Salon ogledal, mojstrovino neapeljske baročne dekorativne umetnosti. Na stropu, katerega freska je okrašena z učinki Trompe l'oeil, to je perspektiva, ki se odpira na zvezdnato nebo, dominira Palcoscenico della Vita ('Oder življenja'), ki prikazuje skupino žensk in moških, naslonjenih na balustrado, okrašeno s prazničnimi vihrajočimi girlandami in šopki rož. Ansambel odlikuje bogat dekor, ki ga obogatijo boemske kristalne svetilke.
V teh letih je grad dobil svojo dokončno podobo in ni bil več porušena trdnjava, temveč je postal lep, z umetninami bogat grad, plemiško prebivališče, vredno svojega imena. Po drugi svetovni vojni se je družina Compagna za stalno preselila v Neapelj in grad je vstopil v obdobje stagnacije in propada.
V salonu je majhen marmorni kamin delo kiparja Francesca Jeraceja, tesnega prijatelja grofa Compagne.

### Po Compagnih
Leta 1970 si družina Compagna ni več mogla privoščiti stroškov upravljanja gradu in je grad ponudila občini za simbolično vsoto 20 milijonov lir, ki pa ponudbe ni sprejela, ker se je bala visokih stroškov, ki bi bili potrebni za obnovo in upravljanje. Namesto tega je kupila nadškofovsko upravo Rossano, ki jo je vodil msgr. Santo Bergamo 8. avgusta 1971.
Rossanska kurija je kmalu ugotovila, da niso dosegli dobrega posla. Grad je prestižen, a tudi nesorazmerno drag za vzdrževanje, saj ga uporabljajo kot vrtec, ki ga vodijo nune. Sredi 1970-ih so se začela tajna pogajanja med kurijo, ki jo je zastopal škof Antonio Cantisani, in občino Corigliano Calabro, ki jo je zastopal župan Franco Pistoia. Pogajanja so se dobro končala in 15. marca 1979 je grad potrdil notar Dott. Gamma Terzi iz Corigliano Calabra je prenesla listino za 65 milijonov lir v last občine Corigliano Calabro.

### Obnova
Problem obnove nepremičnine, ki je bila v zelo propadajočem stanju, se je pojavil že na začetku. Leta 1980 in ponovno leta 1983 je bila trem tehnikom, arhitektu Mariu Candidu, arhitektu Leonardu Scarcelli in gradbenemu inženirju Giuseppeju Smerigliu, zaupana naloga izvedbe celotnega projekta obnove, ki ga je financirala EU.
Po 14 letih obnove (1988-2002) je bil Castello di Corigliano Calabro uradno predan lokalni skupnosti 15. decembra 2002 v navzočnosti župana mesta Corigliano Calabro Giovannija Battiste Genove s svojim občinskim svetom in arhitekta Maria Candida, ki je bil odgovoren za obnovitvena dela. Kot predstavniki različnih institucij so bili prisotni predsednik province Cosenza, Antonio Acri, predsednik regije Kalabrija, Giuseppe Chiaravalloti, spoštovani Vittorio Sgarbi in namestnik ministra za infrastrukturo in promet, spoštovani Mario Tassone.

## Opis
Obiskovalci si lahko ogledajo številne prostore v gradu, npr. meniški zapor, kuhinje iz 19. stoletja, kapelo svetega Avguština, spalnico barona in baronice, salon z ogledali, jedilnico, utrdbo in jarek.

### Kapela svetega Avguština
Kapela svetega Avguština je bila zgrajena proti koncu 1650-ih kot majhen zasebni oratorij znotraj zahodnega stolpa vojvodskega gradu na naročilo prvega vojvode Perigliana Agostina II. Saluzza (1608–1700). Stavbo z osmerokotnim tlorisom je poslikal ligurski slikar Girolamo Varni, prej malo znan umetnik, ki je deloval med Neapljem in Firencami.
Baron Luigi Compagna (1823–1872) je bil tisti, ki je leta 1861 naročil delo in ki je videl, da je umetnik zaposlen še štiri leta, tako z dekoracijo majhne kapele kot v drugih prostorih znotraj in zunaj gradu. Na tem mestu, ob valjasti površini luči, je mojster pustil svoj podpis Girolamo Varni di (...) comonciava il dì 19 febbraio 18(...) (Girolamo Varni iz (...) se je začel 19. februarja 18(...)).
Nekaj let kasneje so bile freske v celoti prekrite, skoraj zagotovo po naročilu cenjenega neapeljskega mojstra Domenica Morellija (1823–1901), ki ga je baron Compagno leta 1867 ustvaril s triptihom Salve Regina! La vergine delle rose (Pozdravljena kraljica! Devica vrtnic). To delo je najbolj znano pod imenom Madona rož, obkrožena s svetim Avguštinom in svetim Antonom Opatom. Triptih je bil dokončan in postavljen šele leta 1872.
Leta 2000 so ob zadnjih obnovitvenih delih freske po več kot stoletju in pol pozabe ponovno zasvetile in jim povrnile nekdanji sijaj. Gre za mešano tehniko: freska in polfreska (apnenec) s suh omet.
Jasno je, da Girolamo Varni na freski v kapeli ne predstavlja napetosti, ki jo povzroča razprava oziroma teološki »spor«, temveč kontemplacijo, razkrivanje »resnice« krščanskega sporočila. Vsak lik spremlja naslednjega v naraščajočem gibanju in v fascinantnem zaporedju, ki lahko v celoti razkrije, kot da bi bil pretanjen scenarij, mistično moč Svetega pisma kot pričevanja vere v resničnem življenju. Ker je freska nima, je vse to dobilo naslov Il trionfo della fede (Zmagoslavje vere).

### Bergfrid
Bergfrid je bil vedno simbol odličnosti gradu; dviga se s svojo velikansko zgradbo, ki še danes preseneča z mogočnostjo nagnjene osnove, spretno združene z eleganco obokanih oken in nazobčanih stolpov.
Kot značilni primeri aragonske vojaške arhitekture imajo stolp in drugi stolpi gradu valjaste oblike z večjo osnovo in naklonom, ki sega do 2/3 višine stolpa. Duša utrdbe je vrtoglavo železno spiralno stopnišče, zgrajeno po naročilu družine Compagnas, ki se vrti okoli celotne višine stolpa v crescendu okraskov in fresk, ki jih je izdelal florentinski slikar Girolamo Varni okoli leta 1870. Trdnjava ima štiri nadstropja in vsako od teh se razlikuje od drugih po svojem značaju:
- Prvo nadstropje (neodprto za javnost), ki ga je treba šteti za najstarejši del gradu, je poslikano samo na obokanem stropu z enobarvnimi geometričnimi motivi.
- Drugo nadstropje je najbogatejše od štirih nadstropij in vsebuje freske, ki prikazujejo epizode iz Osvobojenega Jeruzalema Torquata Tassa.
- V tretjem nadstropju so upodobljene štiri glavne kreposti (moč, preudarnost, pravičnost in zmernost), ki se izmenjujejo s prizori iz grško-rimske mitologije in jih spremljajo.
- V četrtem in najvišjem nadstropju utrdbe (ni odprto za javnost) so freske na številnih ščitih, upodobljenih v enakomernih presledkih vzdolž oboda oboka; Med njimi izstopajo veličastne figure, ki sedijo na prestolu, obdane s simboli svoje moči.

- Pritličje s spiralnimi stopnicami
- Prvo nadstropje
- Drugo nadstropje
- Fasada tretjega nadstropja